# Methylosphaera hansonii
Methylosphaera hansonii es una especie de psicrófilo y grupo I metanotrofo. Su nombre es una referencia a R.S. Hanson. No es móvil, y posee forma de coco, y no forma células en reposo. Reproduce por constricción, y necesita agua de mar para crecer. Su cepa tipo es ACAM 549.
Las células son esferas 1.5–2.0 μm en diámetro.  Son Gram-negativas, no móviles y estrictamente aerobias.  Utilizan metano y metanol como sustratos para producir energía, y pueden fijar nitrógeno atmosférico.

## Nomenclatura
El nombre tiene raíces francesas y griegas. Methyl para el grupo metilo y sphaera para esfera.  En todo, es "esfera de methyl."

## Otras lecturas
- Schouten, S (2000). «Sterols in a psychrophilic methanotroph, Methylosphaera hansonii». FEMS Microbiology Letters 186 (2): 193-195. ISSN 0378-1097. doi:10.1016/S0378-1097(00)00142-7.
- Trotsenko, Yuri A.; Khmelenina, Valentina N. (1 de junio de 2005). «Aerobic methanotrophic bacteria of cold ecosystems». FEMS Microbiology Ecology 53 (1): 15-26. doi:10.1016/j.femsec.2005.02.010.